# Hyper Music/Feeling Good
Singles de Muse
Bliss
(2001) Dead Star/In Your World
(2002)
Pistes de Origin of Symmetry
Space Dementia
(3) Plug In Baby
(5)
Hyper Music/Feeling Good est un double-single du groupe de rock britannique Muse, sorti le 19 novembre 2001 et tiré de leur album Origin of Symmetry.

## Autour des morceaux
Feeling Good est une reprise de Nina Simone, à la base écrite par Leslie Bricusse et Anthony Newley, la version de la chanteuse étant l'une des plus célèbres. En septembre 2010, celle de Muse est votée « Best Cover Ever » par les lecteurs de NME, devant le Twist & Shout des Beatles et Hurt de Johnny Cash.
Le titre Hyper Music fut lui, écrit et composé par Matthew Bellamy.
Les paroles assez « évadées » semblent tirer leur inspiration d'un livre du physicien théoricien américain Michio Kaku, Hyperspace, une œuvre qui aura grandement influencé l'ambiance générale de l'album.
Ainsi, à l'instar de ce livre, un arrière-gout d'anticléricalisme se profile à travers le morceau, Bellamy prétendant que des « mensonges faits d'or nourrissent [son] rôle » (« Your golden lies feed my role - In this forgotten space race under my control »), dans ce qui pourrait être vu comme une volonté de citer Dieu lui-même. « Who's returned from the dead? », (« Qui est-ressuscité d'entre les morts ? ») se voudrait être un passage ironique se référant à la résurrection du Christ.
Une autre version de Hyper Music existe sur la compilation Hullabaloo en 2002. Il s'agit d'une version plus acoustique, plus lente intitulée Hyper Chondriac Music.
Les deux clips des singles (réalisées par David Slade) mettent en scène le groupe dans une salle recouverte de velours rouges.

## Liste des pistes
| 1. | Hyper Music  | 3 min 25 s |
| 2. | Feeling Good | 3 min 16 s |

| 1. | Hyper Music                 | 3 min 25 s |
| 2. | Feeling Good (version live) | 3 min 12 s |
| 3. | Shine                       | 3 min 22 s |
| 4. | Hyper Music (vidéo)         | 3 min 25 s |

| 1. | Feeling Good                                                 | 3 min 16 s |
| 2. | Hyper Music (version live)                                   | 3 min 27 s |
| 3. | Please Please Please Let Me Get What I Want (Morrissey/Marr) | 1 min 59 s |
| 4. | Feeling Good (vidéo)                                         | 1 min 59 s |

| 1. | Hyper Music                                                  | 3 min 25 s |
| 2. | Feeling Good                                                 | 3 min 12 s |
| 3. | Hyper Music (version live)                                   | 3 min 27 s |
| 4. | Feeling Good (version live)                                  | 3 min 12 s |
| 5. | Please Please Please Let Me Get What I Want (Morrissey/Marr) | 1 min 59 s |

## Classements hebdomadaires
| Classement (2001)              | Meilleure position |
| ------------------------------ | ------------------ |
| Royaume-Uni (UK Singles Chart) | 24                 |
| Royaume-Uni (UK Rock Chart)    | 1                  |

## Certifications
| Pays              | Certification | Unités certifiées |
| ----------------- | ------------- | ----------------- |
| Royaume-Uni (BPI) | Or            | 400 000           |